# Les Amants passagers
Pour les articles homonymes, voir Les Amants.
Pour plus de détails, voir Fiche technique et Distribution.
Les Amants passagers (Los amantes pasajeros) est le dix-neuvième long-métrage réalisé par Pedro Almodóvar. C'est une comédie chorale espagnole sortie en 2013.

## Synopsis
Un Airbus A340 de la compagnie espagnole fictive Península décolle pour Mexico. Un problème technique empêche un des trains d'atterrissage de sortir, ce qui oblige l'avion à rebrousser chemin et à tourner en rond au-dessus de l'Espagne. Les tours de contrôle appelées au secours refusent de le recevoir, seul l'aéroport de La Mancha désaffecté pourrait être libre pour un atterrissage d'urgence. Les passagers de la classe économique ont été drogués par les stewards pour éviter qu'ils paniquent. Les passagers de la classe affaire et les membres d'équipage, pensant vivre leurs dernières heures, s'adonnent à leurs fantasmes sexuels en toute liberté.

## Fiche technique
- Titre original : Los amantes pasajeros
- Titre français : Les Amants passagers
- Réalisation : Pedro Almodóvar
- Scénario : Pedro Almodóvar
- Direction artistique :
- Décors : María Clara Notari
- Costumes : Tatiana Hernández, David Delfín (pour les uniformes de l'équipage)
- Photographie : José Luis Alcaine
- Son : Patrick Ghislain, Pelayo Gutiérrez, César Molina
- Montage : José Salcedo
- Musique originale : Alberto Iglesias
- Musiques préexistantes : I'm So Excited des Pointer Sisters ; The Look de Metronomy (générique de fin)
- Production : Agustín Almodóvar et Esther García
- Société de production : El Deseo
- Pays d'origine :  Espagne
- Langue originale : Espagnol
- Format : Couleurs - 35mm - 2.35:1 - Son Dolby numérique
- Dates de sortie :
- Espagne : 8 mars 2013
- France : 27 mars 2013
- Classification :
  - France : Tout public lors de sa sortie en salles et déconseillé aux moins de 12 ans à la télévision

## Distribution
- Carlos Areces (V. F. : Benjamin Boyer) : Fajardo, un steward
- Raúl Arévalo (V. F. : Cédric Chevalme) : Ulloa, un steward
- Javier Cámara (V. F. : David Macaluso) : Joserra, un steward
- Lola Dueñas (V. F. : Sandy Boizart) : Bruna, une passagère extra-lucide qui sent la mort
- Cecilia Roth (V. F. : Françoise Vallon) : Norma Boss, une ex-actrice porno, passagère de l'avion
- Antonio de la Torre (V. F. : Pierre Tessier) : Alex Acero, le pilote de l'avion
- Hugo Silva (V. F. : Stéphane Fourreau) : Benito Morón, le copilote de l'avion
- Blanca Suárez[2] (V. F. : Nastassja Girard) : Ruth, une ancienne hôtesse de l'air et ex-petite amie de Ricardo Galán
- Miguel Ángel Silvestre : le jeune marié en voyage de noces, passager de l'avion
- Laya Martí : la jeune mariée en voyage de noces, passagère de l'avion
- José María Yazpik (es) (V. F. : Olivier Bouana) : Infante, un tueur à gages mexicain, passager de l'avion
- José Luis Torrijo (es) (V. F. : Marc Fayet) : M. Más, un banquier en fuite, passager de l'avion
- Guillermo Toledo (V. F. : Alain Courivaud) : Ricardo Galán, un acteur, passager de l'avion
- Penélope Cruz (V. F. : Anneliese Fromont) : Jessica, une employée de l'aéroport de Madrid
- Antonio Banderas (V. F. : Bernard Gabay) : León, un employé de l'aéroport de Madrid
- Paz Vega : Alba, une artiste suicidaire, ex-petite amie de Ricardo Galán
- Carmen Machi (V. F. : Marie Vincent) : Portera, la concierge de l'immeuble d'Alba
- La Terremoto de Alcorcón : Piluca, une hôtesse de l'air
- Nasser Saleh : Nasser, le jeune passager de seconde classe
- Susi Sánchez : la mère d'Alba
- Bárbara Santa-Cruz (es) : Guillermina, une hôtesse de l'air
- Marta Aledo : la fille de M. Más (voix au téléphone)
- Ana Wagener : la femme d'Alex Acero (voix au téléphone)
- Agustín Almodóvar (V. F. :jacques Bouanich) : le contrôleur aérien
- Esther García (V. F. : Anne Plumet) : la contrôleuse aérienne

Source et légende : Version française (V. F.) sur AlloDoublage

## Production
En 2012, Pedro Almodóvar annonce son nouveau projet comme étant son grand retour à la comédie pure après vingt ans de films dramatiques voire noirs, et le définit comme un film choral, moral, oral, irréel et très léger ; l'actrice Blanca Suárez évoque « une folle comédie, heavy et punky ».
Le titre du film est une auto-référence. En effet, dans La Mauvaise Éducation, on aperçoit l'affiche d'un film fictif intitulé Los amantes pasajeros dans le bureau du réalisateur Enrique Goded (le personnage incarné par Fele Martínez).

### Tournage
Le tournage a eu lieu du 8 juillet au 12 septembre 2012 à Madrid (une séquence met ainsi en scène Paz Vega sur le viaduc de Ségovie, connu comme le « pont des suicidaires », qui apparaissait déjà dans Matador et Étreintes brisées), dans l'aéroport abandonné de Ciudad Real où la coquille d'un Airbus A340 a été importée d'Allemagne et remontée pièce par pièce pour les besoins du tournage,, et à Barajas où ont été prises certaines vues extérieures, cette fois d'un A330[réf. nécessaire].

## Bande originale
Sauf indication contraire, les informations mentionnées dans cette section peuvent être confirmées par le générique de fin de l'œuvre audiovisuelle présentée ici, ainsi que par la base de données cinématographiques IMDb,  présente dans la section « Liens externes ».
- I'm So Excited par The Pointer Sisters de 1982.
- La Lettre à Élise par Ludwig van Beethoven de 1810.
- Malagueña Salerosa par Pedro Galindo Galarza (es) et Elpidio Ramírez (es).
- Skyes Over Cairo par Django Django de 2012.
- The Look par Metronomy de 2011.

Musiques non mentionnées dans le générique
Par Alberto Iglesias :
- El Bello Durmiente, durée : 1 min 29 s.
- Blanco, durée : 2 min 17 s.
- Las Confidencias del Estafador, durée : 2 min 25 s.
- Esto Es Cosa del CNI, durée : 3 min 25 s.
- El Hijo de Ariadna, durée : 4 min 2 s.
- El Cielo Sobre Toledo, durée : 50 s.
- ¿Qué Le Pasa a Hugo?, durée : 1 min 43 s.
- La Hija Pródiga, durée : 2 min 39 s.
- Piano Bar, durée : 4 min.
- Aterrizaje Inminente, durée : 6 min 33 s.
- Pasarela de Tripulantas, durée : 2 min.
- Extra I, durée : 1 min 43 s.
- Extra II, durée : 2 min 5 s.

## Accueil

### Accueil critique
Sur l'agrégateur américain Rotten Tomatoes, le film récolte 49 % d'opinions favorables pour 131 critiques. Sur Metacritic, il obtient une note moyenne de 55⁄100 pour 36 critiques.
En France, le site Allociné propose une note moyenne de 3⁄5 à partir de l'interprétation de critiques provenant de 24 titres de presse.

### Box-office
En Espagne, le film totalise 250 000 entrées lors de ses trois premiers jours d'exploitation, ce qui est notamment nettement supérieur aux 175 000 spectateurs qu'avait réunis, deux ans plus tôt, le précédent film de Pedro Almodóvar La piel que habito.

### Distinctions
- Sélection au Festival du film de Los Angeles 2013
- Prix du cinéma européen 2013 :
  - Prix du public
  - Meilleure comédie européenne